# Norbert Szélpál
Norbert Szélpál (Seghedino, 3 marzo 1996) è un calciatore ungherese, difensore svincolato.

## Carriera

### Club
Cresciuto nelle giovanili di Tisza Volán, Vasas, Békéscsaba e Ferencváros, nel 2014 firma il suo primo contratto da calciatore con il Diósdi, formazione della terza divisione ungherese, dove militerà per una stagione e mezza, collezionando 32 presenze e una rete. Nel febbraio del 2016 si trasferisce al Békéscsaba, formazione della prima divisione ungherese, con il quale esordisce il 27 febbraio 2016, nella partita di campionato pareggiata 0-0 contro il MTK Budapest. Dopo la retrocessione, trascorre altre tre stagioni e mezza con il club nella seconda divisione ungherese, prima di essere acquistato dal Paks nel febbraio del 2020, tornando così a giocare nella prima divisione ungherese.

### Nazionale
Il 19 aprile 2017 esordisce con la nazionale ungherese Under-21 nell'amichevole persa per 4-0 contro la Slovacchia.

## Statistiche

### Presenze e reti nei club
Statistiche aggiornate al 25 dicembre 2021.
| Stagione          | Squadra           | Campionato        | Campionato | Campionato | Coppe nazionali | Coppe nazionali | Coppe nazionali | Coppe continentali | Coppe continentali | Coppe continentali | Altre coppe | Altre coppe | Altre coppe | Totale | Totale |
| Stagione          | Squadra           | Comp              | Pres       | Reti       | Comp            | Pres            | Reti            | Comp               | Pres               | Reti               | Comp        | Pres        | Reti        | Pres   | Reti   |
| ----------------- | ----------------- | ----------------- | ---------- | ---------- | --------------- | --------------- | --------------- | ------------------ | ------------------ | ------------------ | ----------- | ----------- | ----------- | ------ | ------ |
| 2014-2015         | Diósdi            | NB3               | 20         | 1          | CU              | ?               | ?               |                    | -                  | -                  |             | -           | -           | 20     | 1      |
| 2015-feb. 2016    | Diósdi            | NB3               | 12         | 0          | CU              | ?               | ?               |                    | -                  | -                  |             | -           | -           | 12     | 0      |
| Totale Diósdi     | Totale Diósdi     | Totale Diósdi     | 32         | 1          |                 | ?               | ?               |                    | -                  | -                  |             | -           | -           | 32     | 1      |
| feb.-mag. 2016    | Békéscsaba        | NB1               | 1          | 0          | CU              | 0               | 0               |                    | -                  | -                  |             | -           | -           | 1      | 0      |
| 2016-2017         | Békéscsaba        | NB2               | 32         | 0          | CU              | 0               | 0               |                    | -                  | -                  |             | -           | -           | 32     | 0      |
| 2017-2018         | Békéscsaba        | NB2               | 33         | 3          | CU              | 6               | 1               |                    | -                  | -                  |             | -           | -           | 39     | 4      |
| 2018-2019         | Békéscsaba        | NB2               | 33         | 3          | CU              | 2               | 0               |                    | -                  | -                  |             | -           | -           | 35     | 3      |
| 2019-feb. 2020    | Békéscsaba        | NB2               | 9          | 0          | CU              | 1               | 0               |                    | -                  | -                  |             | -           | -           | 10     | 0      |
| Totale Békéscsaba | Totale Békéscsaba | Totale Békéscsaba | 108        | 6          |                 | 9               | 1               |                    | -                  | -                  |             | -           | -           | 117    | 7      |
| feb.-giu. 2020    | Paks              | NB1               | 14         | 0          | CU              | 1               | 0               |                    | -                  | -                  |             | -           | -           | 15     | 0      |
| 2020-2021         | Paks              | NB1               | 11         | 1          | CU              | 1               | 0               |                    | -                  | -                  |             | -           | -           | 12     | 1      |
| 2021-2022         | Paks              | NB1               | 13         | 0          | CU              | 2               | 0               |                    | -                  | -                  |             | -           | -           | 15     | 0      |
| Totale Paks       | Totale Paks       | Totale Paks       | 38         | 1          |                 | 4               | 0               |                    | -                  | -                  |             | -           | -           | 42     | 1      |
| Totale carriera   | Totale carriera   | Totale carriera   | 178        | 8          |                 | 13              | 1               |                    | -                  | -                  |             | -           | -           | 191    | 9      |

## Palmarès

### Club

#### Competizioni nazionali
- Coppa d'Ungheria: 2

Paks: 2023-2024, 2024-2025